# Sulcus primigenius

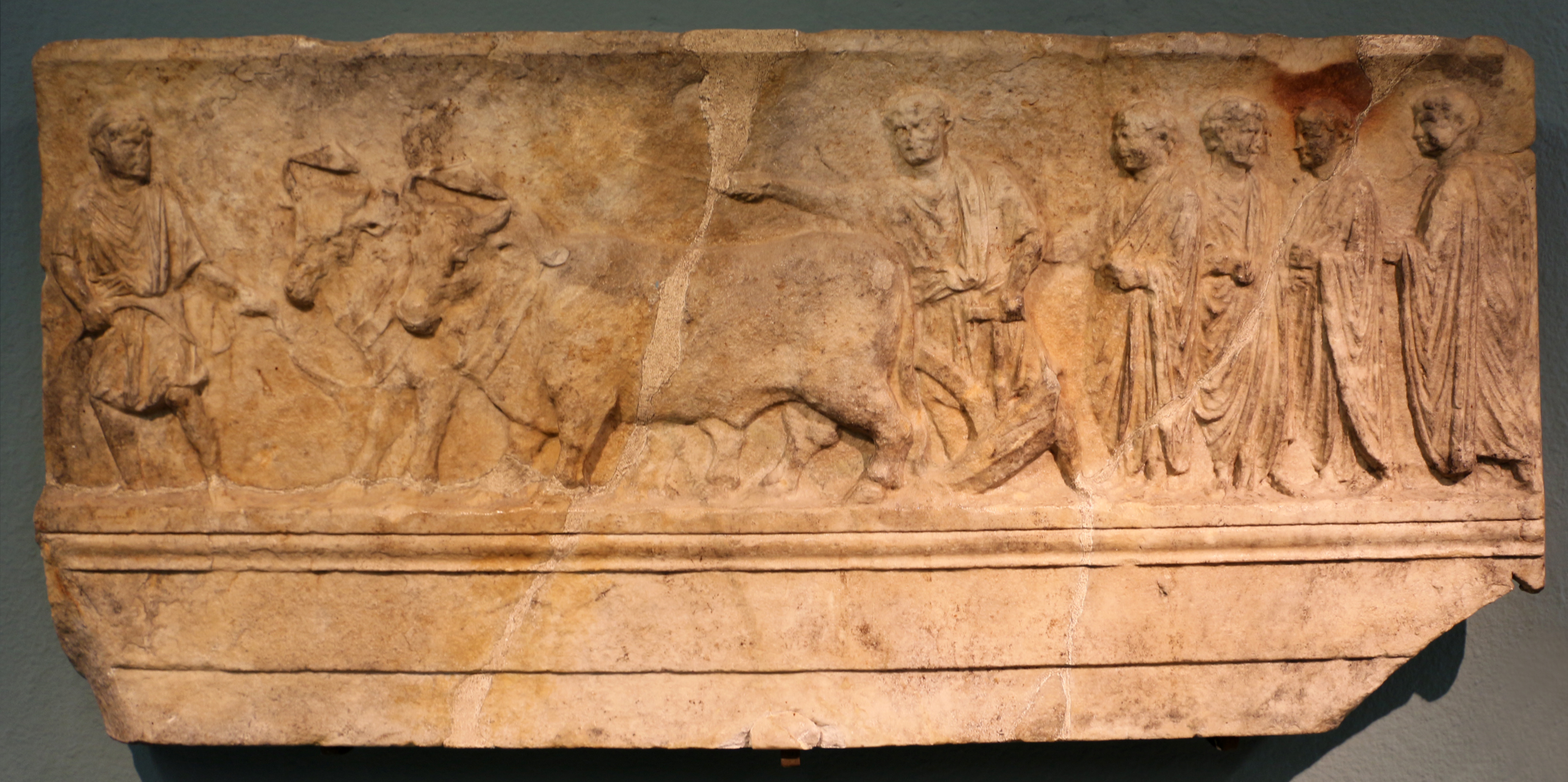
Un relief du 1er siècle censé représenter le rituel sulcus primigenius lors de la fondation d'Aquilée, une colonie romaine située près de Venise. Le relief diffère des récits littéraires en ce que le laboureur est représenté tête nue et que l'attelage semble être composé de deux bœufs plutôt que d'un taureau et d'une vache.

Le sulcus primigenius (Du latin « sillon initial ») est l'ancien rituel romain consistant à labourer les limites d'une nouvelle ville, les colonies , avant de distribuer les lots ou d'ériger les murs . Les Romains considèrent ce rituel comme très ancien, estimant que leur  fondateur Romulus l'avait introduit auprès des Étrusques, qui ont  fortifié leurs villes selon les mêmes règles . Le rituel a pour fonction de rendre sacrosaint le tracé des murs de la ville mais. les portes de la ville sont exemptées du rituel en raison de la nécessité de certains trafics profanes tels que le transport des cadavres vers les cimetières, 

## Rituel

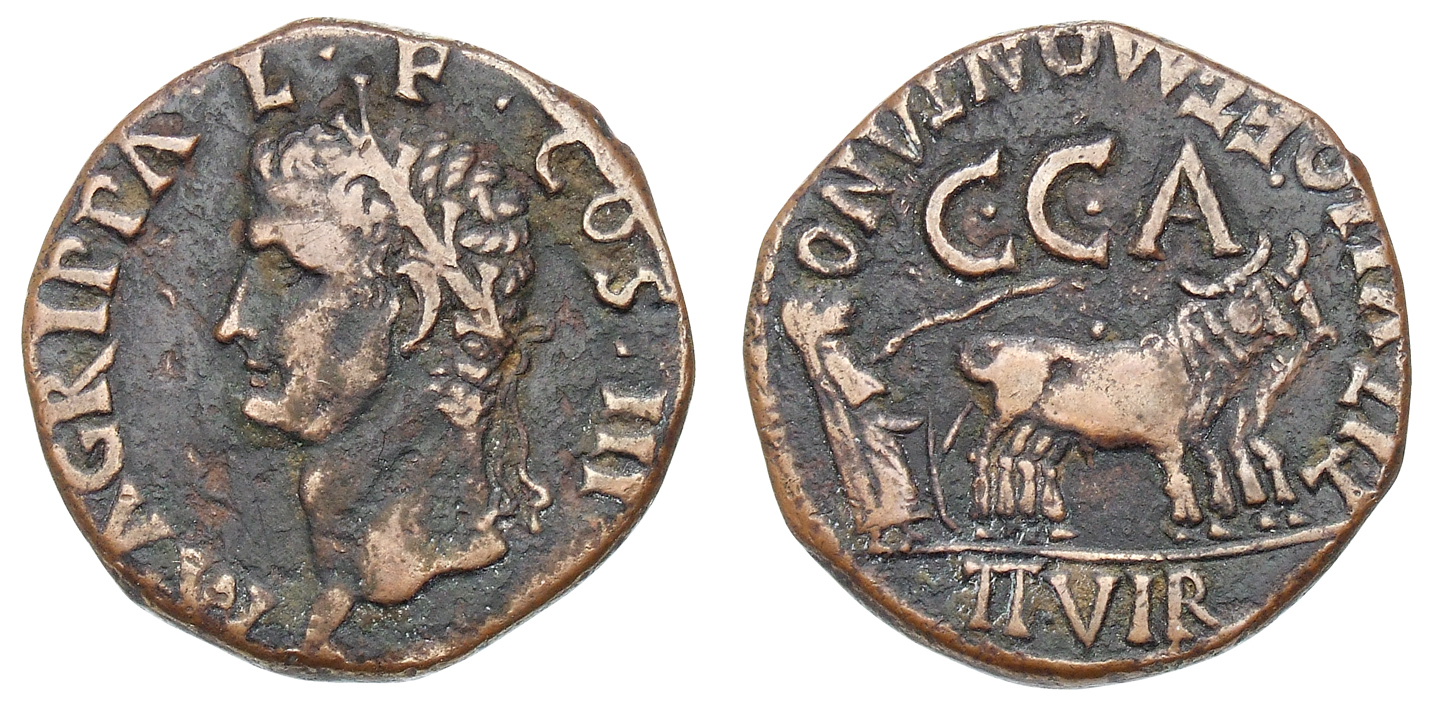
Le rituel sulcus primigenius sur un premier dupondius de Caesaraugusta, aujourd'hui Saragosse en Espagne, honorant Marcus Vipsanius Agrippa (AD 39)

Selon les sources classiques, le sulcus primigenius doit se produire un jour propice du calendrier romain, confirmé par un augure ou une consultation de présages. Le magistrat  chargé de la cérémonie posait  un soc de charrue en bronze sur une ardoise en bois, qui était attachée à une paire de bovins attelés. Les sources littéraires indiquent que l'attelage doit être composé d'une vache à gauche et d'un taureau à droite, de sorte que la vache soit à l'intérieur et le taureau à l'extérieur. Néanmoins les preuves numismatiques  semblent ne montrer que des taureaux ou des bœufs. Le rituel  est exécuté en toge et avec la tête couverte ( capite velato ) mais, comme il nécessite l'usage des deux mains, la toge du magistrat est portée serrée et cintrée à la «manière de Gabine ». Le magistrat fouettait le bétail tout autour du tracé des futurs murs de la ville. Les mottes de terre soulevées par la charrue étaient censées tomber à l'intérieur en gardant la charrue courbée  et en faisant suivre l'attelage par des hommes. Cette procédure établit un premier mur d'enceinte ( murus ) de motte et de son fossé protecteur ( fossa ). Ce parcours est considéré comme sacré et inviolable , ce qui exige que la charrue soit soulevée entre les emplacements des futures portes de la ville   afin qu'il soit religieusement permis d'entrer et de sortir de la ville, en particulier avec des cargaisons profane telles que des cadavres ou des déchets.  Les bovins sont sacrifiés à la fin de la cérémonie. Le mur de la ville est ensuite élevé sur le terrain à côté du sillon, dont la limite intérieure fixe les limites extérieures des travaux ultérieurs exécutés.
En latin, le verbe utilisé pour décrire l'accomplissement de ce rituel est urvāre (« tracer »). Les Romains le considéraient comme un héritage de la religion étrusque, ce qui signifie qu'il était probablement inclus parmi les sections de la fondation des villes  dans les Livres rituels ( Libri Rituales, perdus. ).  Pour les Romains, le sulcus primigenius est l'établissement essentiel d'une ville  au point que le droit romain soutenait encore sous Justinien que le sillon de la charrue était la délimitation formelle du territoire d'une ville. De la même manière, les charrues étaient utilisées pour désacraliser les murs, annulant ainsi tout ancien rituel et supprimant toute stigmatisation religieuse liée à leur destruction.

## Rome

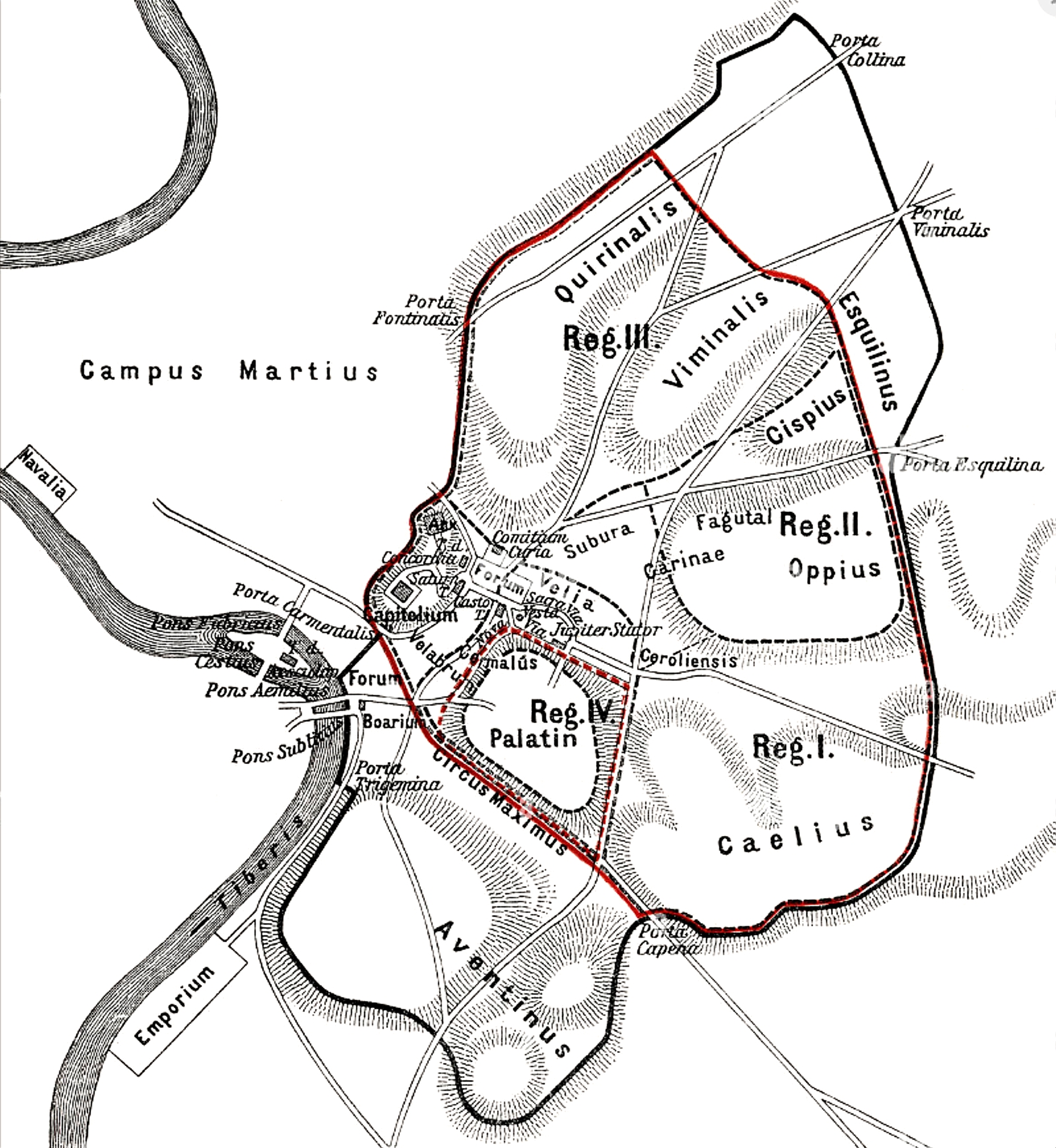
Carte conjecturale de la ville antique de Rome et des murs serviens ultérieurs (1902), omettant l'extension que Tacite prétendait avoir été réalisée pour inclure l'autel d'Hercule

Plutarque relate la légende romaine selon laquelle Romulus aurait été guidé dans la fondation de Rome par des prêtres étrusques. Le jour  30 d'un mois romain ancien, une nouvelle lune  était censée être marquée par une conjonction du soleil et de la lune produisant ainsi une éclipse. Les érudits modernes considèrent cela comme une application erronée et rétrograde des tables célestes de l'époque de Plutarque car aucune éclipse  ne s'est produite dans le siècle suivant la date suggérée.  Après avoir créé une fosse ou une tranchée circulaire ( mundus), Romulus  demande aux premiers colons de la ville d'y jeter la terre de leurs terres natales ainsi que des sacrifices. Plutarque place cette ville dans une vallée du Comitium, bien que la plupart des récits placent la colonie de Romulus sur le mont Palatin. Romulus laboure alors le sulcus primigenius, établissant les Murus Romuli  et le Pomerium initiale. Dans sa discussion sur l'expansion ultérieure du pomerium par Claude, Tacite raconte  que le sillon de Romulus et la frontière initiale de Rome , bien que non marqués au 1er siècle lorsqu'il écrivait, incluent l'autel d'Hercule dans le Forum Boarium, s'étendaient  vers l'est le long de la base du Palatin jusqu'à l'autel de Consus avant de tourner vers le nord vers la Curia Hostilia et le sanctuaire des Lares Praestites à la Regia, se terminant au Forum Romanum. Ce ne sont que deux côtés du parcours mais  puisqu'il attribue l'inclusion du Forum et du Capitole à Titus Tatius, le mur  aurait vraisemblablement longé les deux autres côtés du Palatin. ( Lanciani note plusieurs problèmes avec ce parcours proposé, qui à l'époque archaïque aurait probablement traversé des marais.)  Denys d'Halicarnasse déclare que le sillon de Romulus était continu sans laisser les espaces nécessaires aux portes du mur et que Romulus offrait des sacrifices et organisait des jeux publics. Avant que les colons puissent entrer dans la ville et construire leurs maisons, il allumait des feux devant leurs tentes, au-dessus desquels il sautaient pour expier toute culpabilité ou offense antérieure et pour se purifier , offrant  leurs sacrifices, du mieux de leurs possibilités. Plutarque soutient que la fête romaine Parilia  pour commémorer le caractère sacré de l'événement de la fondation de la ville a longtemps été célébrée sans aucun sacrifice . Lorsque les murs de la ville sont agrandis par les rois de Rome et sous la République, la frontière sacrée formelle est marquée par des pierres de délimitation. Varron note que la même chose a été faite à Aricie.

## Autres colonies

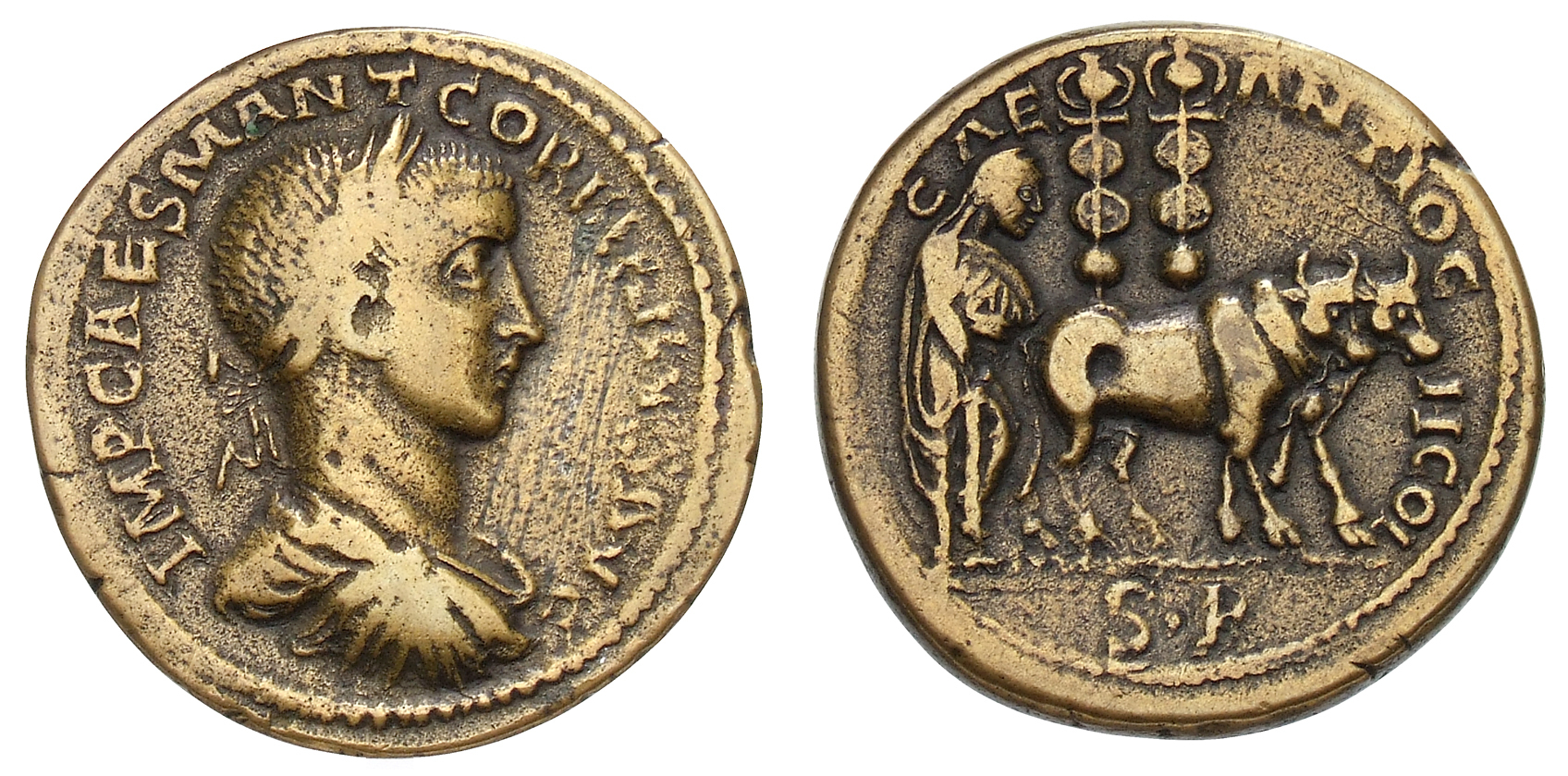
Une pièce de monnaie provinciale en bronze d'Antiochia ad Pisidiam sous Gordien III (c. 240), reprenant un motif de sa fondation au et montrant la vexilla de deux légions, vraisemblablement les 5e et 7e légions qui ont colonisé la ville.

Les Romains pensent que de nombreuses villes latines ont été crées selon le même rituel et l'utilisaient pour toutes leurs colonies officielles. Sous l'influence des Étrusques et des  Grecs, ces colonies sont généralement établies avec des  grilles hippodamiennes ou une  centuriation similaire, ce qui signifie que les portes de leurs murs étaient généralement placées à chaque extrémité des principales artères appelées decumanus et cardines . Les constructions des murs varient fréquemment de formes carrées ou rectangulaires selon la topographie locale. 
Le sulcus primigenius était un  revers courant pour les pièces de monnaie émises par les colonies, apparaissant souvent avec leurs premières émissions mais continuant parfois à être utilisé pendant des siècles.  La forme typique était de montrer un magistrat in ritu Gabino. inciter un attelage de bœufs à l'aide d'un fouet levé. La conception était parfois localisée par l'inclusion de vexillas légionnaires ou en ajustant le bétail pour refléter la taille du bétail local.  Près de 30 exemples de ces émissions sont connus,  allant de Iulia Constantia Zilil en Maurétanie  à Rhesaina en Mésopotamie  .
Dans l'Énéide de Virgile, le héros Énée voit les Carthaginois suivre le rituel  et plus tard, il implante Lavinium en Italie avec sa propre charrue.
Comme l'ont noté Varron, Pomponius, Isidore, et saint Augustin, les Romains ont généralement dérivé l'étymologie d' urbs (« ville »)  depuis orbis (« sphère ») par rapport au sillon rituel établi lors de sa création.